# رواق الفن المعاصر محمد الدريسي
رواق الفن المعاصر محمد الدريسي هو متحف للفنون المعاصرة يقع بطنجة في المغرب، تُعرض به مجموعة من اللوحات التشكيلية لفنانين مغاربة. توجد بالمتحف ستة قاعات تمثل التطور الذي عرفه الفن المعاصر بالمغرب.

## تاريخ
أُحدث متحف الفن المعاصر بمدينة طنجة سنة 1990 ويبلغ الجناح المخصص للعرض الدائم 276 متر مربع موزعة على بهو وخمس قاعات إضافة إلى حديقة مصممة على الطراز الهندسي البريطاني.
تعتبر بناية المتحف إحدى المعالم العمرانية الفريدة بطنجة حيث شيدت سنة 1898 على الطراز الهندسي البريطاني لتستجيب لمتطلبات البروتوكول على اعتبار أن المبنى كان مقرا للقنصل العام البريطاني بالمغرب. فكان لزاما أن يجمع بين المتانة ورونق وجمالية التصميم والهندسة، وتبلغ مساحة العرض حوالي 270م على علو قدره 5 أمتار سقفها من الخشب المغلف بسقف مستعار من الجبص المنقوش مكسوة ببلاط من الخشب الأخضر.

## المعروضات
يضم المتحف مجموعة مهمة من أعمال التشكيليين المغاربة ويعطي بانوراما عن الحركة التشكيلية المعاصرة بالمغرب ويساير الأشواط التي قطعتها بدءا بأعمال رواد الجيل الأول الذين عبروا الطريق أمام ظهور فن تشكيلي مغربي في أعمال مرحلة الخمسينات التي تقاسمها اتجاهان، أولهما يمثله المعهد الوطني للفنون الجميلة بتطوان والثاني تمثله المدرسة العليا للفنون الجميلة بالدار البيضاء، ثم مرحلة الستينات التي أعلنت عن ولادة جيل جديد أحدث القطيعة مع مخلفات الفترة الاستعمارية، كما يضم المتحف أشكال ذات نزعة فطرية لفناني مرحلة السبعينات.

## روابط خارجية
- وزارة الثقافة المغربية